# ラプソディ&ブルース
ラプソディ＆ブルース （Rhapsody & Blues）は、ザ・クルセイダーズが1980年にリリースした、アルバム。

## 収録曲
1. ソウル・シャドウズ "Soul Shadows " – 8:18 (ジョー・サンプル、ウィル・ジェニングス)
2. ホンキー・トンク・ストラッティン "Honky Tonk Struttin" – 4:26 (ウィルトン・フェルダー)
3. エレガント・イヴニング "Elegant Evening"  – 6:09 (スティックス・フーパー)
4. ラプソディー＆ブルース "Rhapsody And Blues" – 8:50 (ジョー・サンプル)
5. ラスト・コール "Last Call" – 6:09 (ジョー・サンプル)
6. スウィート・ジェントル・ラヴ "Sweet Gentle Love" – 4:55 (スティックス・フーパー)

## 参加ミュージシャン[3]
- ジョー・サンプル - キーボード
- ウィルトン・フェルダー -  サックス、ベース
- スティックス・フーパー - ドラムス、パーカッション
- ビル・ウィザーズ -  ヴォーカル
- ボブ・マン - ギター
- フィル・アップチャーチ - ギター
- ディーン・パークス - ギター
- ローランド・バティスタ - ギター
- エイブラハム・ラボリエル - ベース
- アルフォンソ・ジョンソン - ベース
- パウリーニョ・ダ・コスタ - パーカッション
- シーラ・E - パーカッション